# Saint-Mandé
Saint-Mandé è un comune francese di 21 195 abitanti situato nel dipartimento della Valle della Marna nella regione dell'Île-de-France.

## L'École Braille
Su iniziativa di Alphonse Péphau, nel 1883, venne fondata a Saint-Mandé una celebre scuola per ciechi, denominata "École Braille" in onore di Louis Braille, nella quale furono messi a punto programmi e metodi d'insegnamento sperimentali che ispirarono la maggior parte degli istituti consimili d'Europa.

## Società

### Evoluzione demografica
Abitanti censiti

## Amministrazione

### Sindaci
- Robert-André Vivien (1923-1995), partigiano gollista durante la seconda guerra mondiale, poi ufficiale durante la guerra di Corea. Deputato della repubblica da 1962 a 1995. Sindaco di Saint-Mandé da 1983 a 1995.
- Patrick Beaudoin, sindaco di Saint-Mandé da 1995 a luglio 2020.
- Julien Weil, sindaco di Saint-Mandé da 2020 a oggi.

### Gemellaggi
- Waltham Forest, Regno Unito, dal 1956
- Eschwege, Germania, dal 1989
- Concord, Stati Uniti, dal 1997
- Tres Cantos, Spagna, dal 2005

## Luoghi e monumenti

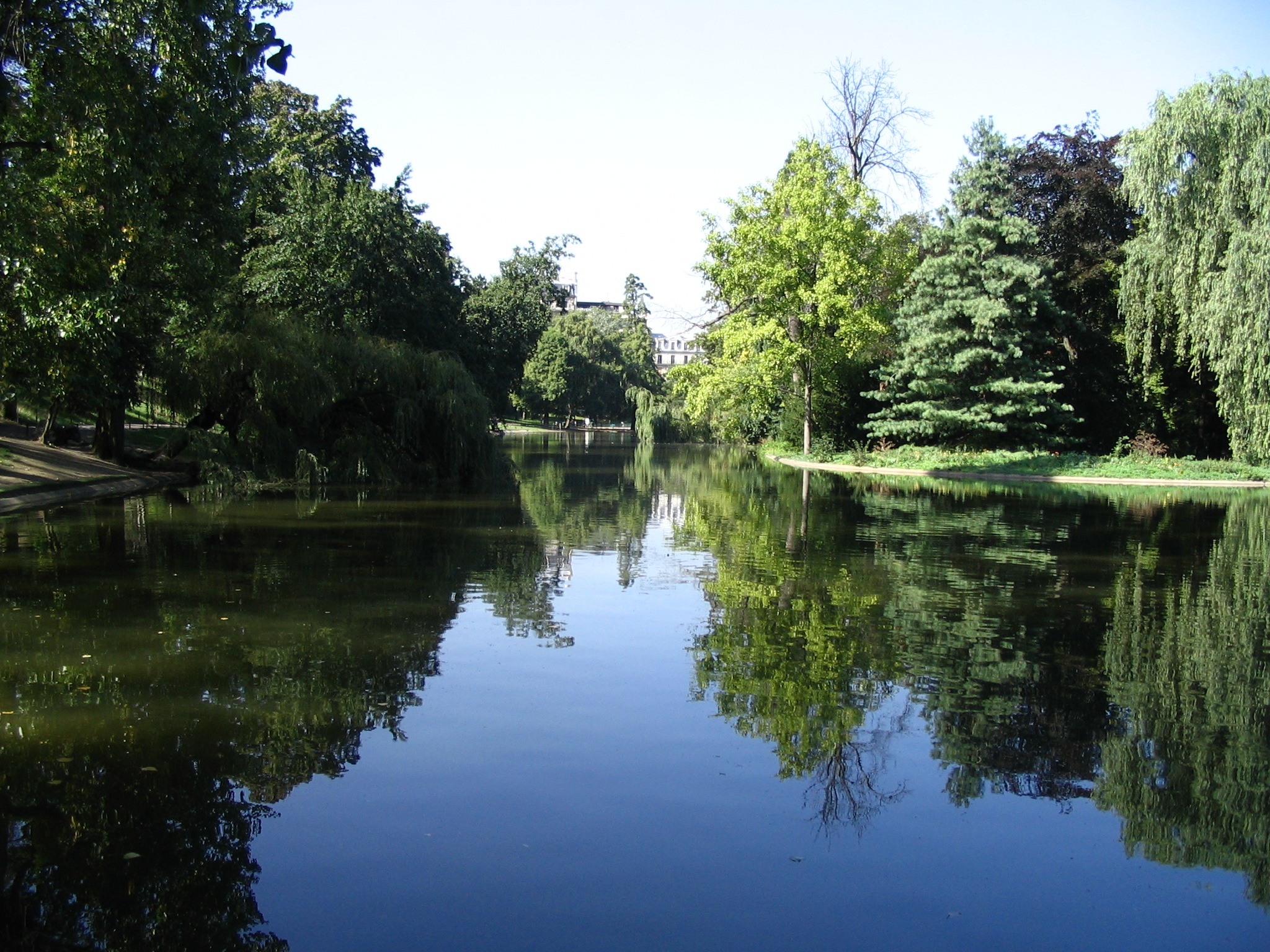
Veduta del lago di Saint-Mandé.
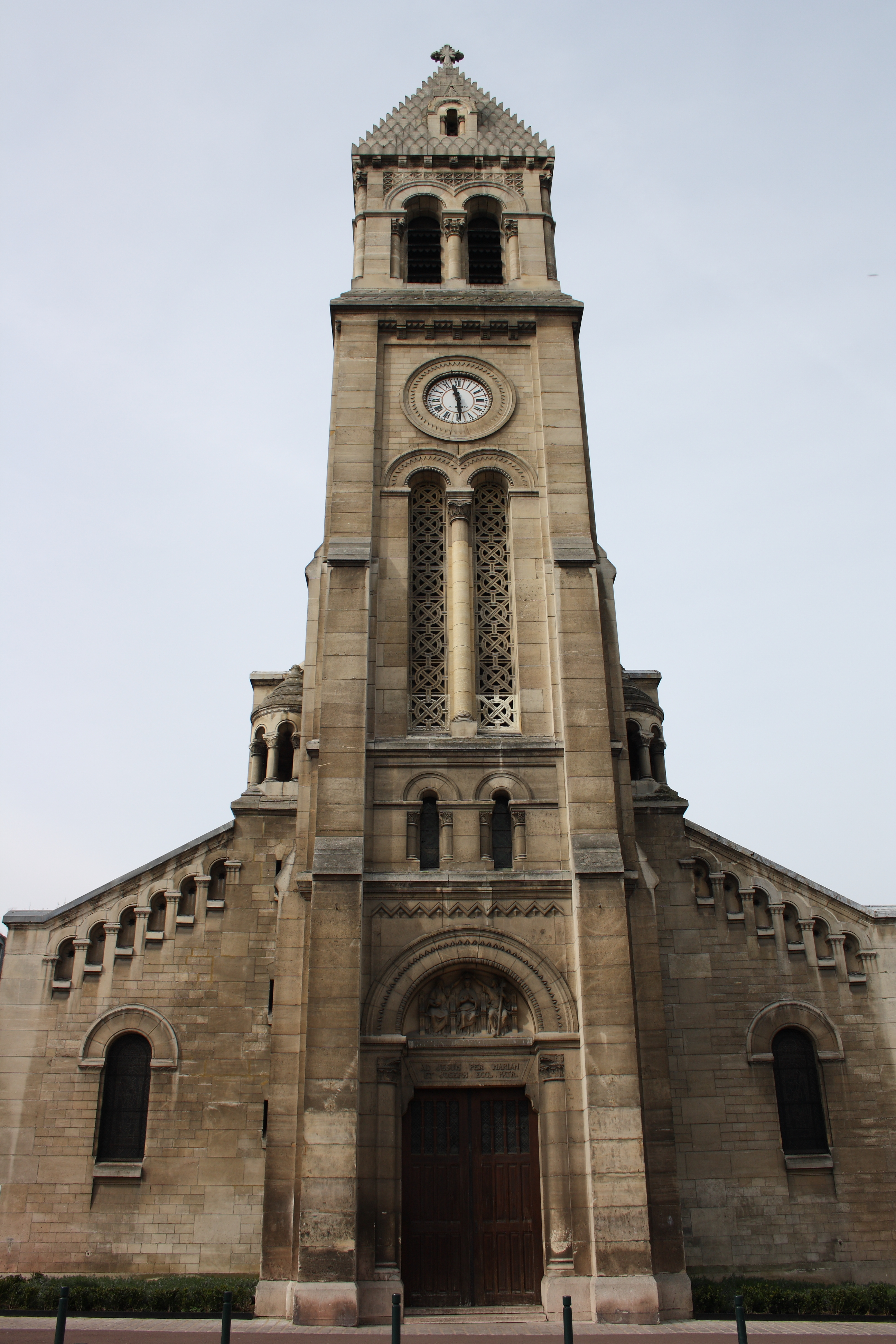
La chiesa di Notre-Dame de Saint-Mandé
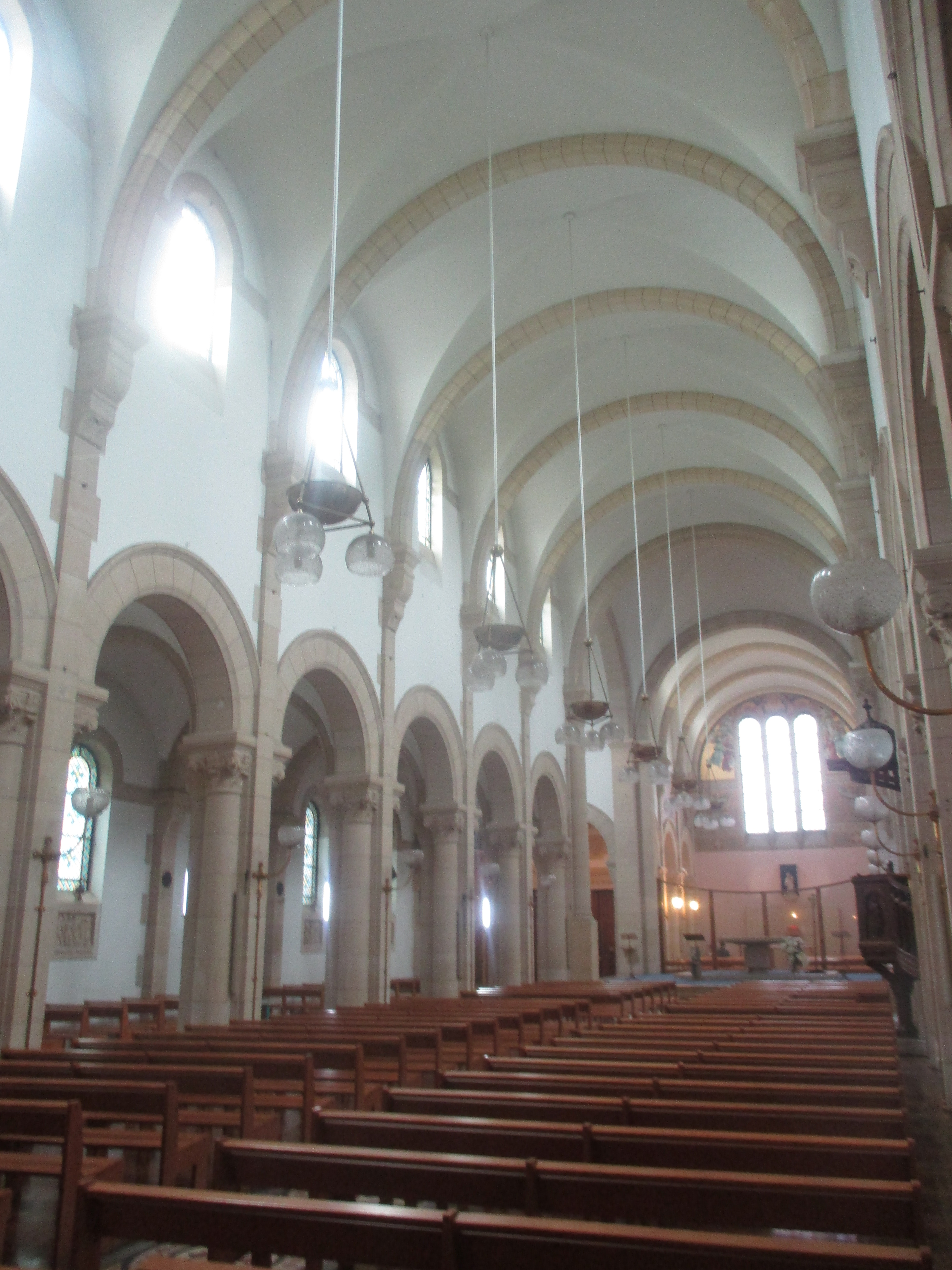
Navata neoromanica della chiesa.
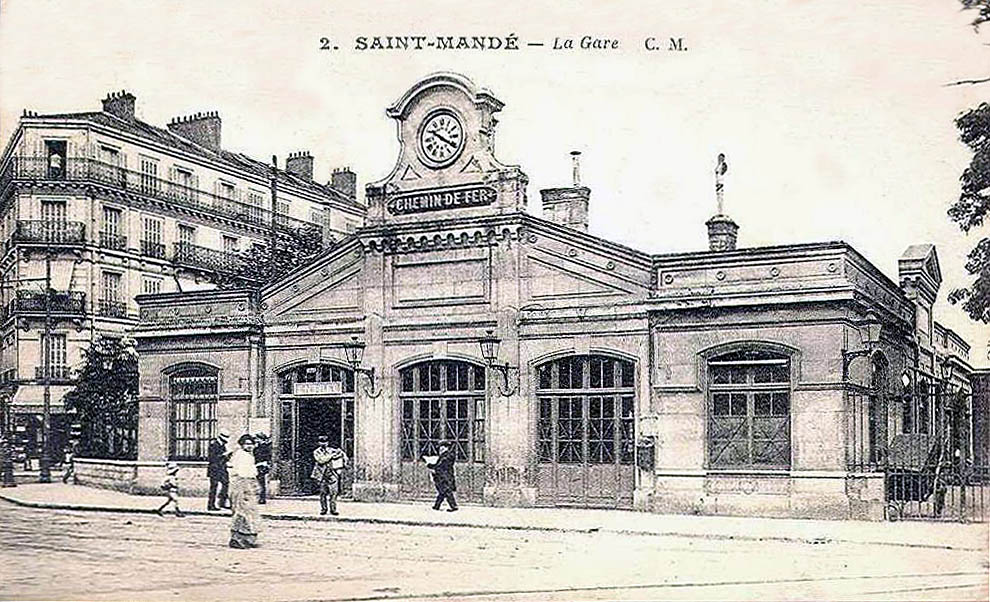
L'antica stazione ferroviaria di Saint-Mandé.